# Латвийская социал-демократическая рабочая партия (1904)
Латви́йская социа́л-демократи́ческая рабо́чая па́ртия (ЛСДРП, латыш. Latvijas Sociāldemokrātiskā strādnieku partija, LSDSP) — политическая партия, действовавшая на территории Латвии в 1904—1940 годах.

## Краткая история
В качестве ориентира упоминается 1893 год, когда Райнис ввёз в Латвию запрещённую немецкую социал-демократическую литературу".
Первая социал-демократическая организация появилась в 1899 году в Риге. В период с 1901 по 1903 годы были созданы Лиепайская, Елгавская, Вентспилсская и Талсинская социал-демократические организации. Для пропаганды была создана газета Циня
ЛСДРП была основана 20 июня 1904 года и возглавила в Латвии революцию 1905 года. 23 апреля 1906 года она была переименована в Социал-демократию Латышского края (СДЛК) и присоединилась к РСДРП. В 1915 году к руководству СДЛК пришли большевики. В 1917 году СДЛК была переименована в Социал-демократию Латвии.
В 1918 году меньшевики воссоздали отдельную ЛСДРП; большевики позднее создали КПЛ.
Социал-демократия Латвии участвует в выборах во Всероссийское учредительное собрание в ноябре 1917 года.
ЛСДРП была крупнейшей по представительству партией в Учредительном Собрании Латвийской Республики (1920—1922) и в Сеймах с Первого по Четвёртый (1922—1934), однако большую часть данного периода провела в оппозиции.
Запрещена при перевороте в мае 1934 года; ряд активистов партии был выслан за границу или ненадолго лишён свободы. Часть социал-демократов продолжали действовать в нелегальной СРКПЛ, которая прекратила своё существование в 1940 году, часть — в эмиграции, действуя с 1945 года в Швеции.

## Видные члены
- Апетер, Иван Андреевич
- Берзиньш-Зиемелис, Ян Антонович
- Карлсон, Карл Мартынович
- Адам Криевиньш
- Лоренц, Клавс
- Нахимсон, Семён Михайлович
- Озолс, Вольдемар
- Пельше, Роберт Андреевич
- Петерс, Яков Христофорович
- Стучка, Пётр Иванович
- Эйхе, Роберт Индрикович